# Conus flammeacolor
Espèce
Statut de conservation UICN

 LC  : Préoccupation mineure
Conus flammeacolor est une espèce de mollusques gastéropodes marins de la famille des Conidae.
Comme toutes les espèces du genre Conus, ces escargots sont prédateurs et venimeux. Ils sont capables de « piquer » les humains et doivent donc être manipulés avec précaution, voire pas du tout.

## Distribution
Cette espèce est présente dans la mer des Caraïbes au large du Honduras et du Panama.

### Niveau de risque d’extinction de l’espèce
Selon l'analyse de l'UICN réalisée en 2011 pour la définition du niveau de risque d'extinction, cette espèce s'étend le long du littoral occidental des Caraïbes et des îles et bancs au large. Il n'y a pas de menaces connues. Cette espèce est classée dans la catégorie "préoccupation mineure".

## Taxonomie

### Publication originale
L'espèce Conus flammeacolor a été décrite pour la première fois en 1992 par le malacologiste américain Edward James Petuch (d) dans la publication intitulée « La Conchiglia »,.

### Synonymes
- Conus (Dauciconus) flammeacolor Petuch, 1992 · appellation alternative
- Dauciconus flammeacolor (Petuch, 1992) · non accepté
- Poremskiconus flammeacolor (Petuch, 1992) · non accepté

## Identifiants taxonomiques
Chaque taxon catalogué par les bases de données biologiques et taxonomiques possède un identifiant qui permet d'établir un point de référence. Les identifiants de Conus flammeacolor dans les principales bases sont les suivants :
CoL : 5ZXR6 - GBIF : 6510634 - iNaturalist : 431972 - IRMNG : 11704022 - TAXREF : 141191 - UICN : 192425 - WoRMS : 426500